# قائمة أعمال إيمي آدمز

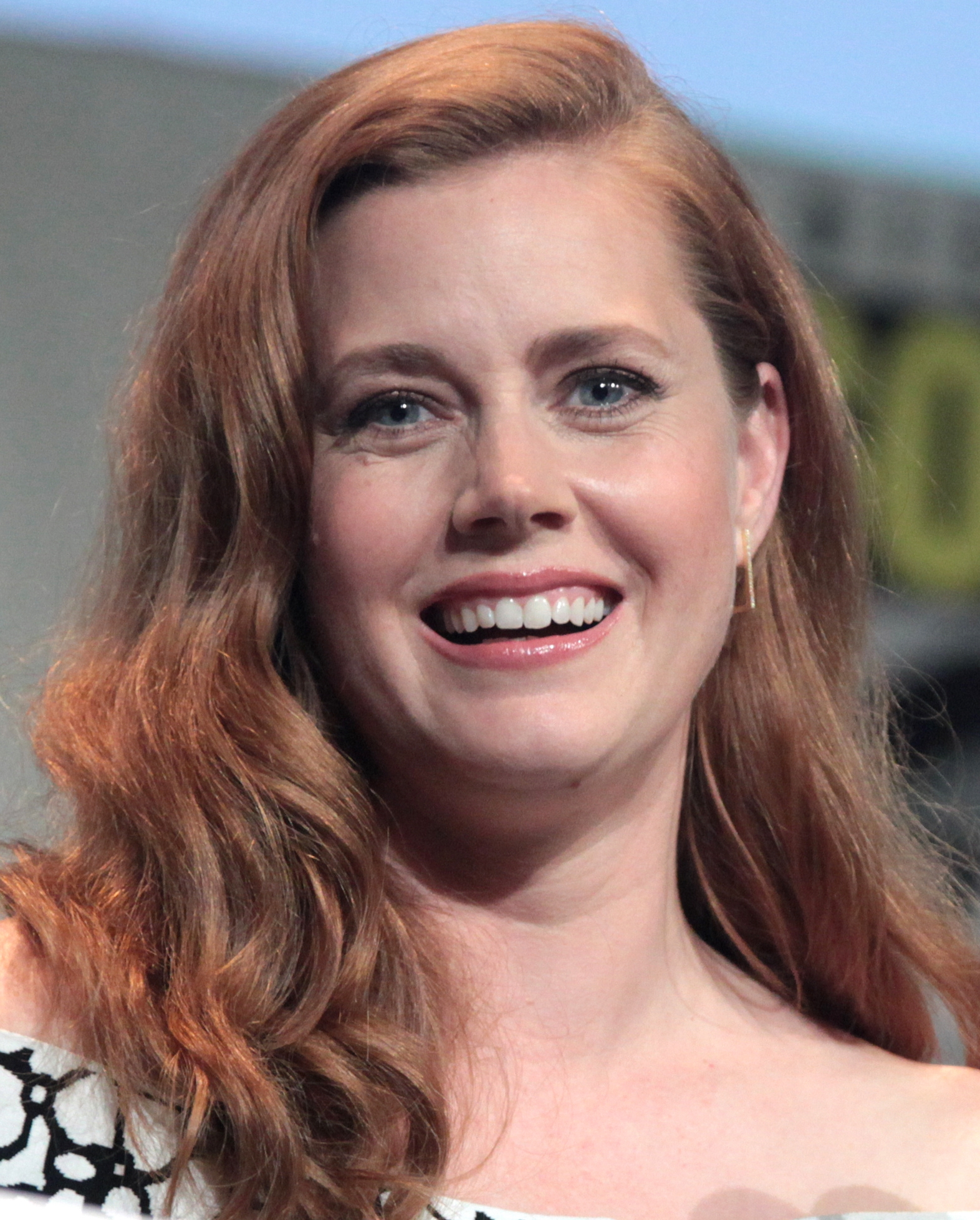
آدمز في سان دييغو كومك كون إنترناشونال لعام 2015.

إيمي آدمز هي ممثلة أمريكية. ظهرت لأول مرة في فيلم الكوميديا السوداء لعام 1999 دروب ديد غورجيس. ظهرت بعدها كضيفة شرف في مجموعة متنوعة من المسلسلات التلفزيونية، بما في ذلك عرض السبعينات ذاك، والمسحورات، وبافي قاتلة مصاصي الدماء، والمكتب. وظهرت أيضًا في أدوار في أفلام ثانوية. في عام 2002، ظهرت في أول دور رئيسي لها في فيلم الدراما والجريمة والسيرة الذاتية للمخرج ستيفن سبيلبرغ أمسكني لو استطعت. ومع ذلك، لم يكن الفيلم بداية انطلاقتها الحقيقية كما كان يأمل سبيلبرغ. بعد ثلاث سنوات، حققت نجاحًا كبيرًا من خلال لعب دور امرأة حامل مرحة في فيلم جون باغ (2005)، والتي نالت عنه أول ترشيح لها لجائزة الأوسكار لأفضل ممثلة مساعدة. بعدها بعامين، لعبت آدمز دور البطولة في فيلم ديزني الكوميدي الرومانسي مسحور، والذي تم ترشيحها عن دورها فيه لأول جائزة غولدن غلوب لها فئة أفضل ممثلة في فيلم موسيقي أو كوميدي.
في عام 2008، لعبت آدمز دور راهبة ساذجة في فيلم الدراما شك، بجانب فيليب سيمور هوفمان وميريل ستريب، وحصلت علي دورها فيه على ترشيحها الثاني لجائزة الأوسكار لأفضل ممثلة مساعدة. ثم ظهرت في فيلم الدراما الكوميدية جولي وجوليا (2009)، وشاركتها البطولة ستريب. ولعبت دور أميليا إيرهارت في فيلم المغامرة الكوميدي ليلة في المتحف 2 (2009). في العام التالي، توسعت في الأدوار الدرامية من خلال لعب دور نادلة قاسية تعمل في حانة في فيلم الدراما الرياضية للمخرج ديفيد أو. راسل المقاتل (2010)، والتي حصلت علي دورها فيه على ترشيح ثالث لجائزة الأوسكار لأفضل ممثلة مساعدة. بعد دورها في فيلم الكوميديا الموسيقية الدمى المتحركة، لعبت آدمز دور الزوجة قوية الإرادة لزعيم ديانة جديدة في فيلم الدراما للمخرج بول توماس أندرسون المعلم، بجانب هوفمان. أدائها في الأخير أكسبها ترشيح رابع لجائزة الأوسكار لأفضل ممثلة مساعدة.
من بين أفلامها الثلاثة بعام 2013، لعبت آدمز دور لويس لين في فيلم البطل الخارق الرجل الفولاذي. ولعبت دور البطولة كسيدة محتالة في الفيلم الكوميدي الأمريكي لراسل احتيال أمريكي (2013). بالنسبة للأخير، فازت عنه آدمز بجائزة الغولدن غلوب لأفضل ممثلة في فيلم موسيقي أو كوميدي، وحصلت على أول ترشيح لـجائزة الأوسكار لأفضل ممثلة. قامت بعد ذلك بتجسيد شخصية الفنانة مارغريت كين في فيلم السيرة الذاتية للمخرج تيم برتون عيون كبيرة (2014)، والتي حصلت عليه علي جائزة غولدن غلوب للمرة الثانية على التوالي كأفضل ممثلة في فيلم موسيقي أو كوميدي، لتصبح رابع ممثلة تحقق هذا الإنجاز (سبقتها: روزاليند راسل، وجولي آندروز، وكاثلين ترنر). في عام 2016، لعبت آدمز مرة أخري دور لين في فيلم باتمان ضد سوبرمان: فجر العدالة، والذي حقق نجاحًا نقديًا. في نفس العام، لعبت دور امرأة مثقفة مضطربة بسبب ذكرياتها في فيلم الخيال العلمي الوافد، وفيلم الإثارة النفسية حيوانات ليلية، وحصلا علي مراجعات إيجابية. واصلت آدمز نيل الإشادة بترشيحها لجائزة الإيمي برايم تايم عن دورها كمراسلة تضر بنفسها في مسلسل الإثارة أدوات حادة (2018)، وهو مسلسل قصير عُرض علي قناة إتش بي أو. حصلت آدمز على ترشيح آخر لجائزة الأوسكار لتجسيد شخصية لين تشيني في الفيلم الساخر النائب (2018).

## أفلام

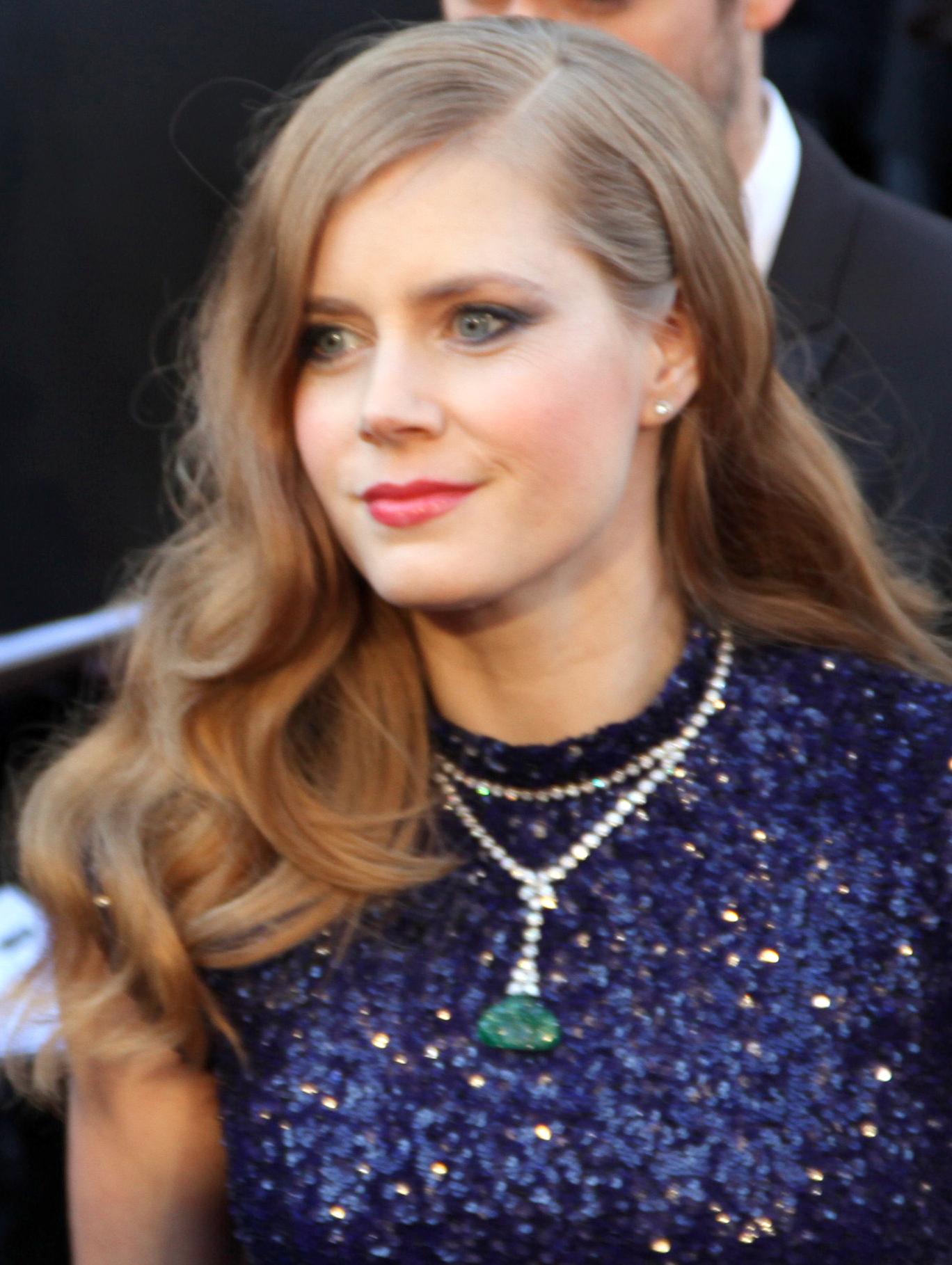
إيمي آدمز في 2011.

| العام | العنوان                            | الدور                | ملاحظة                                               |
| ----- | ---------------------------------- | -------------------- | ---------------------------------------------------- |
| 1999  | دروب ديد غورجيس                    | ليزلي ميلر           | أول ظهور لها في الأفلام                              |
| 2000  | حزب الشاطئ النفسي                  | مارفل آن             |                                                      |
| 2000  | هوك الكروم                         | جيل                  | فيلم قصير؛ باسم إيمي لو آدمز                         |
| 2000  | النوايا القاسية 2                  | كاثرين مرتيويل       | فيلم فيديو                                           |
| 2002  | قاعدة الذبح                        | دورين                |                                                      |
| 2002  | يقطين                              | أليكس                |                                                      |
| 2002  | خدمة سارة                          | كيت                  |                                                      |
| 2002  | أمسكني لو استطعت                   | بريندا سترونغ        |                                                      |
| 2004  | السباق الأخير                      | ألكسيس               |                                                      |
| 2005  | رفيق الزفاف                        | إيمي إليس            |                                                      |
| 2005  | جون باغ                            | آشلي جونستن          |                                                      |
| 2005  | لا يزال قائماً                      | إليز                 |                                                      |
| 2006  | بنسات                              | شارلوت براون         | فيلم قصير                                            |
| 2006  | ليالي تالاديجا: قصة ريكي بوبي      | سوزان                |                                                      |
| 2006  | عنيد د في اختيار المصير            | إمراة جميلة          |                                                      |
| 2007  | السابقين                           | آبي مارس             |                                                      |
| 2007  | أندردوغ                            | "سويت" بولي بيوربرد  | دور صوتي                                             |
| 2007  | مسحور                              | الأميرة جيزيل        |                                                      |
| 2007  | حرب تشارلي ويلسون                  | بوني باخ             |                                                      |
| 2008  | السيدة بيتيغرو تعيش ليوم           | ديليسيا لافوس        |                                                      |
| 2008  | شك                                 | الأخت جيمس           |                                                      |
| 2009  | تنظيف الشمس المشرقة                | روز لوركوسكي         |                                                      |
| 2009  | ليلة في المتحف 2: معركة سميثسونيان | أميليا إيرهارت / تيس |                                                      |
| 2009  | جولي وجوليا                        | جولي باول            |                                                      |
| 2009  | معزوفة ضوء القمر                   | كلوي                 |                                                      |
| 2010  | الحب وعدم الثقة                    | شارلوت براون         | جزء: "بنسات"؛ للمخرجتين: وارنر لوغلين وديانا فالنتين |
| 2010  | سنة كبيسة                          | آنا برادي            |                                                      |
| 2010  | المقاتل                            | شارلين فليمنغ        |                                                      |
| 2011  | الدمى المتحركة                     | ماري                 |                                                      |
| 2012  | المعلم                             | بيغي دود             |                                                      |
| 2012  | مشكلة الرميات المنحنية             | ميكي لوبيل           |                                                      |
| 2012  | على الطريق                         | جين لي / جوان فولمر  |                                                      |
| 2013  | الرجل الفولاذي                     | لويس لين             |                                                      |
| 2013  | احتيال أمريكي                      | سيدني بروسر          |                                                      |
| 2013  | هي                                 | إيمي                 |                                                      |
| 2014  | تهليل                              | إميلي                |                                                      |
| 2014  | عيون كبيرة                         | مارغريت كين          |                                                      |
| 2016  | باتمان ضد سوبرمان: فجر العدالة     | لويس لين             |                                                      |
| 2016  | الوافد                             | الدكتورة لويز بانكس  |                                                      |
| 2016  | حيوانات ليلية                      | سوزان مورو           |                                                      |
| 2017  | فرقة العدالة                       | لويس لين             |                                                      |
| 2018  | النائب                             | لين تشيني            |                                                      |
| 2020  | هيلبيلي إليغي                      | بيف فانس             |                                                      |
| 2021  | زاك سنايدر جاستس ليج               | لويس لين             |                                                      |
| 2021  | المرأة في النافذة                  | الدكتورة آنا فوكس    |                                                      |
| 2021  | عزيزي إيفان هانسن                  | سينثيا ميرفي         |                                                      |
| 2022  | محبط                               | جيزيل                |                                                      |
| 2024  | نايتبيتش                           | الأم                 |                                                      |

## تلفزيون

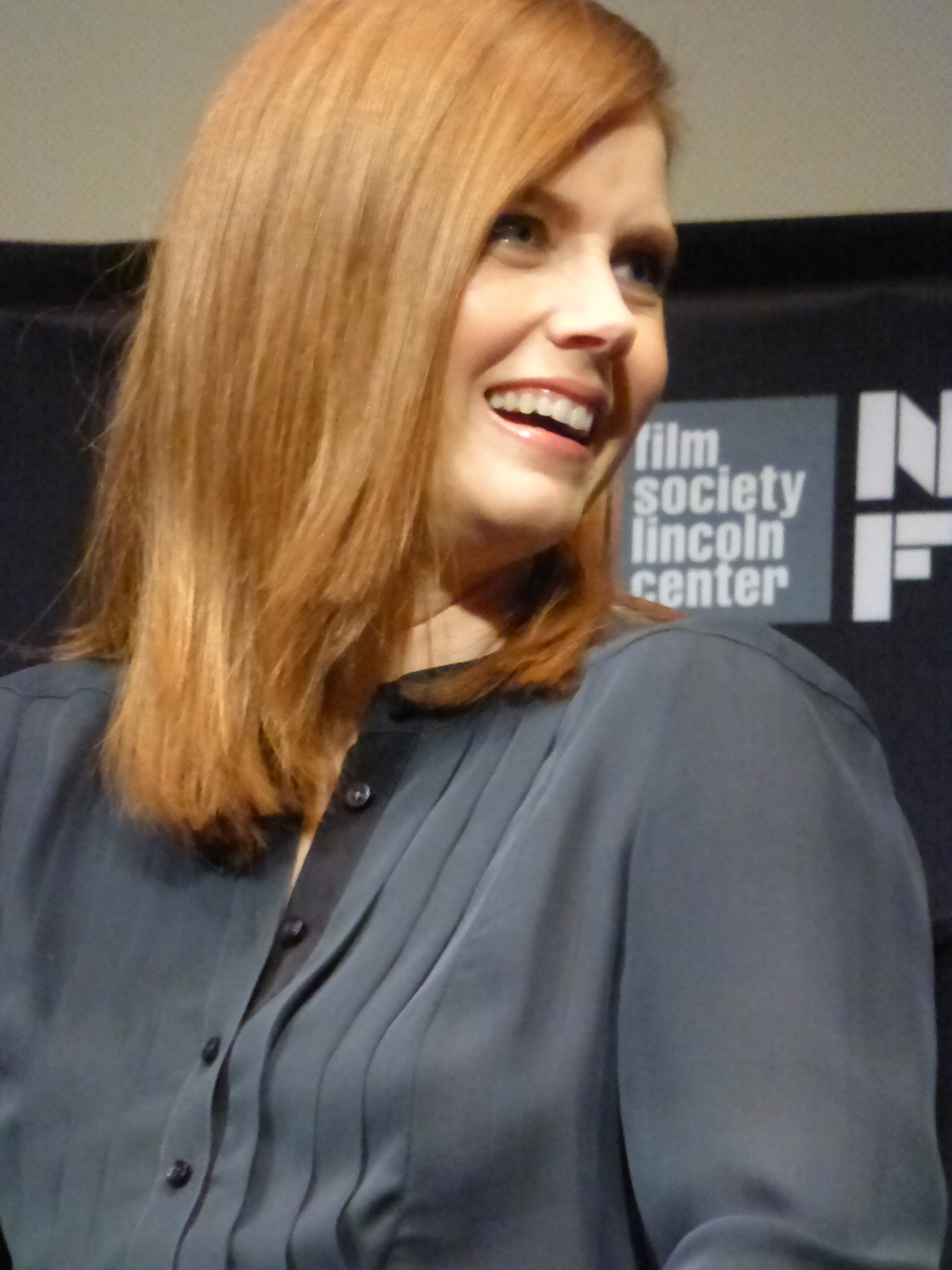
آدمز في مهرجان نيويورك السينمائي لعام 2013.

| العام     | العنوان                 | الدور                    | ملاحظة                                                     |
| --------- | ----------------------- | ------------------------ | ---------------------------------------------------------- |
| 2000      | عرض السبعينات ذاك       | كات بيترسون              | حلقة: "إحراق البيت"                                        |
| 2000      | المسحورات               | ماغي ميرفي               | حلقة: "المحظوظ مورفي"                                      |
| 2000      | زوي، دنكان، جاك وجين    | دينة                     | حلقة: "طويل، داكن، ورئيس دنكان"                            |
| 2000      | بروفيدنس                | بيكا                     | حلقة: "الطبيب الجيد"                                       |
| 2000      | بافي قاتلة مصاصي الدماء | بيث ماكلاي               | حلقة: "أسرة"                                               |
| 2001      | سمولفيل                 | جودي ميلفيل              | حلقة: "حنين"                                               |
| 2002      | الجناح الغربي           | كاثي                     | حلقة: "20 ساعة في أمريكا (الجزء الأول)"                    |
| 2004      | كينغ أوف ذا هيل         | ميستي، ميريلين، سان شاين | حلقة: "عامل البهجة"، و"سيدة الشعر"؛ صوت فقط                |
| 2004      | دكتور فيغاس             | أليس دوهرتي              | خمس حلقات                                                  |
| 2005–06   | المكتب                  | كاتي                     | حلقة: "فتاة جذابة"، و"النار"، و"بوز كروز"                  |
| 2008 2014 | ساترداي نايت لايف       | مضيفة                    | حلقة: "إيمي آدمز / فامباير ويكند" "إيمي آدمز / ون دايركشن" |
| 2011      | شارع السمسم             | نفسها                    | حلقة: "طهاة حديد الزهر"                                    |
| 2014      | ألتيميت سبايدرمان       | كاليبسو                  | حلقة: "تتويج كرافن"                                        |
| 2018      | أدوات حادة              | كميل بريكير              | ثمانية حلقات؛ أيضا منتجة تنفيذية                           |

## مسرح
| العام | العنوان   | الدور     | المسرح         |
| ----- | --------- | --------- | -------------- |
| 2012  | في الغابة | زوجة بيكر | مسرح ديلاكورتي |

## كليبات
| العام | العنوان                   | الفنان                 | المخرج     | الدور        |
| ----- | ------------------------- | ---------------------- | ---------- | ------------ |
| 2008  | "أغنية البطل"             | ذا لونلي أيلاند        | أكيفا شافر | امرأة في خطر |
| 2020  | "تخيل (نسخة الحجر الصحي)" | فنانون لأغنية نحن واحد | لا أحد     | نفسها        |

## ديسكوغرافيا
| العام | الموسيقى التصويرية       | الأغنية                    |
| ----- | ------------------------ | -------------------------- |
| 2007  | مسحور                    | "قبلة الحب الحقيقي"        |
| 2007  | مسحور                    | "أغنية العمل السعيدة"      |
| 2007  | مسحور                    | "هكذا تعرف"                |
| 2008  | السيدة بيتيغرو تعيش ليوم | "إذا لم أهتم"              |
| 2011  | الدمى المتحركة           | "الحياة أغنية سعيدة"       |
| 2011  | الدمى المتحركة           | "حفلة لي"                  |
| 2011  | الدمى المتحركة           | "الحياة نهاية أغنية سعيدة" |